# Municipio de Gazi Baba
El municipio de Gazi Baba (en idioma macedonio:Општина Гази Баба) es uno de los ochenta y cuatro municipios en los que se subdivide administrativamente Macedonia del Norte.

## Geografía
Este municipio se encuentra localizado en el territorio que abarca la región estadística de Skopie.

## Población
La superficie de este municipio abarca una extensión de territorio de unos 110,86 kilómetros cuadrados. La población de esta división administrativa se encuentra compuesta por un total de 72.617 personas (según las cifras que arrojaron el censo llevado a cabo en el año 2002). Mientras que su densidad poblacional es de unos 655 habitantes por cada kilómetro cuadrado aproximadamente.